# Fun Food Songs
Fun Food Songs är en barnskiva av den amerikanske trubaduren Tom Paxton, utgiven 16 februari 1999 på skivbolaget Delta Entertainment.
Samma datum som detta album kom ut gavs två ytterligare barnskivor med Paxton ut; Fun Animal Songs och A Car Full of Fun Songs.

## Låtlista
Samtliga låtar skrivna av Tom Paxton
1. "Mashed Potatoes"
2. "Bananas"
3. "Ketchup"
4. "Peanut Butter Pie"
5. "Bellyache"
6. "Somebody's Hungry"
7. "Somebody Burped"
8. "The Pizza That Ate Chicago"
9. "Pita, Pita, Pita Bread"
10. "Chicken"
11. "The Young Man Who Couldn't Hoe Corn"